# 黃山防空掩體
黃山防空掩體（防空洞）位於重慶市南岸區黃山，文物遺址年代為1938--1945年。1992年3月19日列為重慶市第二批市級文物保護單位。2013年3月5日列為第七批全國重點文物保護單位。
防空掩體修建於1938年，位於博物館西側地下，洞體貫穿雲岫樓所在山體。有三個洞口，隱蔽于山坳處，三條通道呈「Y」字形分布。總長202公尺，寬1.6公尺至2.1公尺，高2.5公尺，內設崗亭、應急作戰指揮室、食品貯藏室、雙發電機房等，並配有通風設施。抗戰時期為蔣介石、宋美齡及其軍政要員躲避日軍空襲的隱蔽所和地下指揮掩體。